# Gonia (geslacht)
Gonia is een geslacht van vliegen (Brachycera) uit de familie van de sluipvliegen (Tachinidae). De wetenschappelijke naam van het geslacht is voor het eerst geldig gepubliceerd in 1803 door Meigen.

## Soorten
- G. albagenae Morrison, 1940
- G. aldrichi Tothill, 1924
- G. atra Meigen, 1826
- G. aturgida Brooks, 1944
- G. bimaculata Wiedemann, 1819
- G. breviforceps Tothill, 1924
- G. brevipulvilli Tothill, 1924
- G. capitata (De Geer, 1776)
- G. carinata Tothill, 1924
- G. contumax Brooks, 1944
- G. crassicornis (Fabricius, 1794)
- G. distincta Smith, 1915
- G. distinguenda Herting, 1963
- G. divisa Meigen, 1826
- G. foersteri Meigen, 1838
- G. frontosa Say, 1829
- G. fuscicollis Tothill, 1924
- G. grandipulvilli Morrison, 1940
- G. longiforceps Tothill, 1924
- G. longipulvilli Tothill, 1924
- G. maculipennis Egger, 1862
- G. nana Becker, 1908
- G. nigra (Brooks, 1944)
- G. occidentalis Brooks, 1944
- G. olgae (Rohdendorf, 1927)
- G. ornata Meigen, 1826
- G. picea (Robineau-Desvoidy, 1830)
- G. pilosa Brooks, 1944
- G. porca Williston, 1887
- G. quadrisetosa Becker, 1908
- G. reinhardi Brooks, 1944

- G. robusta Brooks, 1944
- G. sagax Townsend, 1892
- G. senilis Williston, 1887
- G. sequax Williston, 1887
- G. setifacies (Brooks, 1944)
- G. setigera Tothill, 1924
- G. smithi Brooks, 1944
- G. texensis Reinhard, 1924
- G. turgida Coquillett, 1897
- G. umbripennis Herting, 1958
- G. vacua Meigen, 1826